# Contarinia virginianiae
Contarinia virginianiae är en tvåvingeart som först beskrevs av Ephraim Porter Felt 1906.  Contarinia virginianiae ingår i släktet Contarinia och familjen gallmyggor. Inga underarter finns listade i Catalogue of Life.